# Estação Tarragona

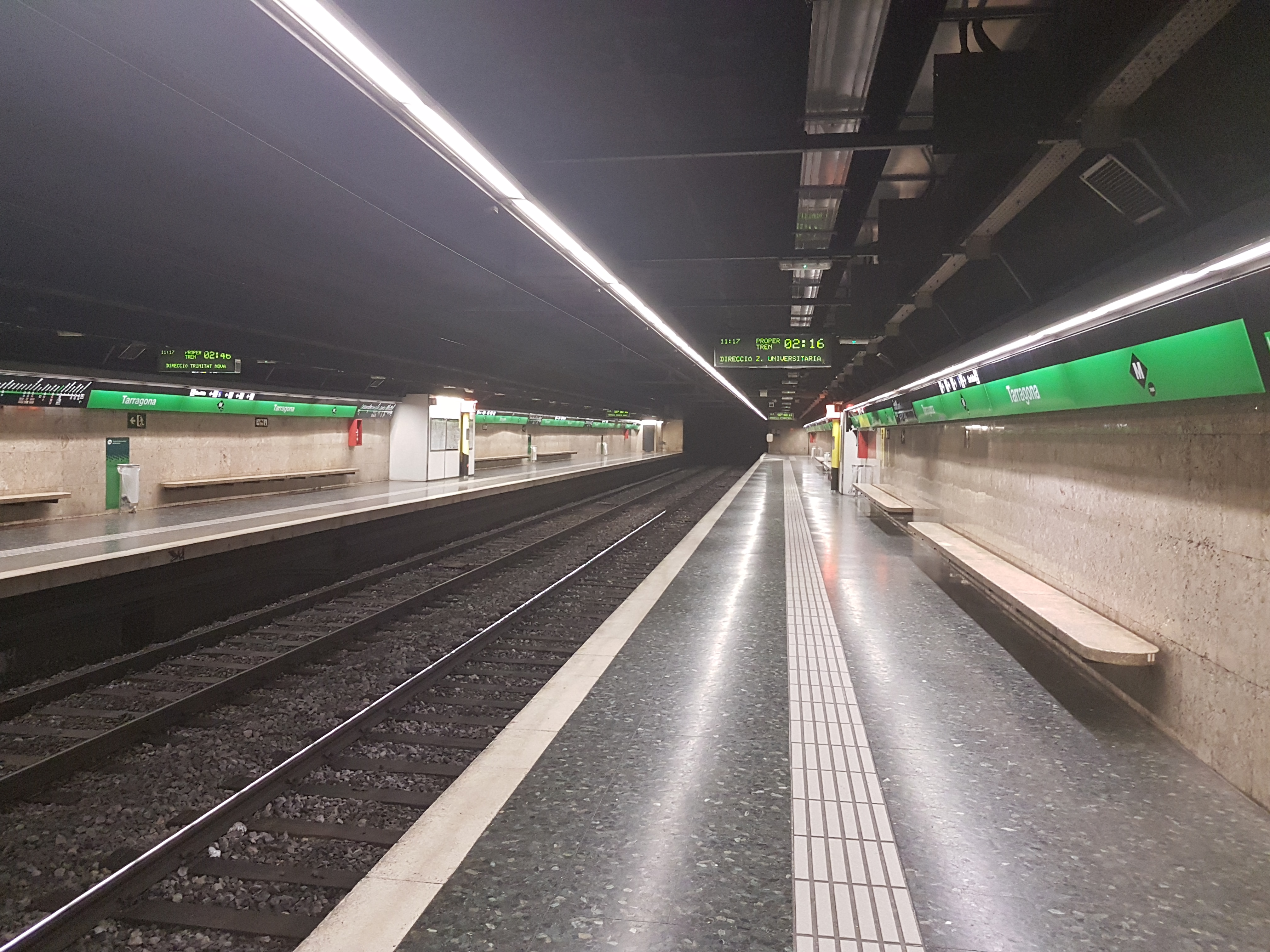
Plataforma de embarque.

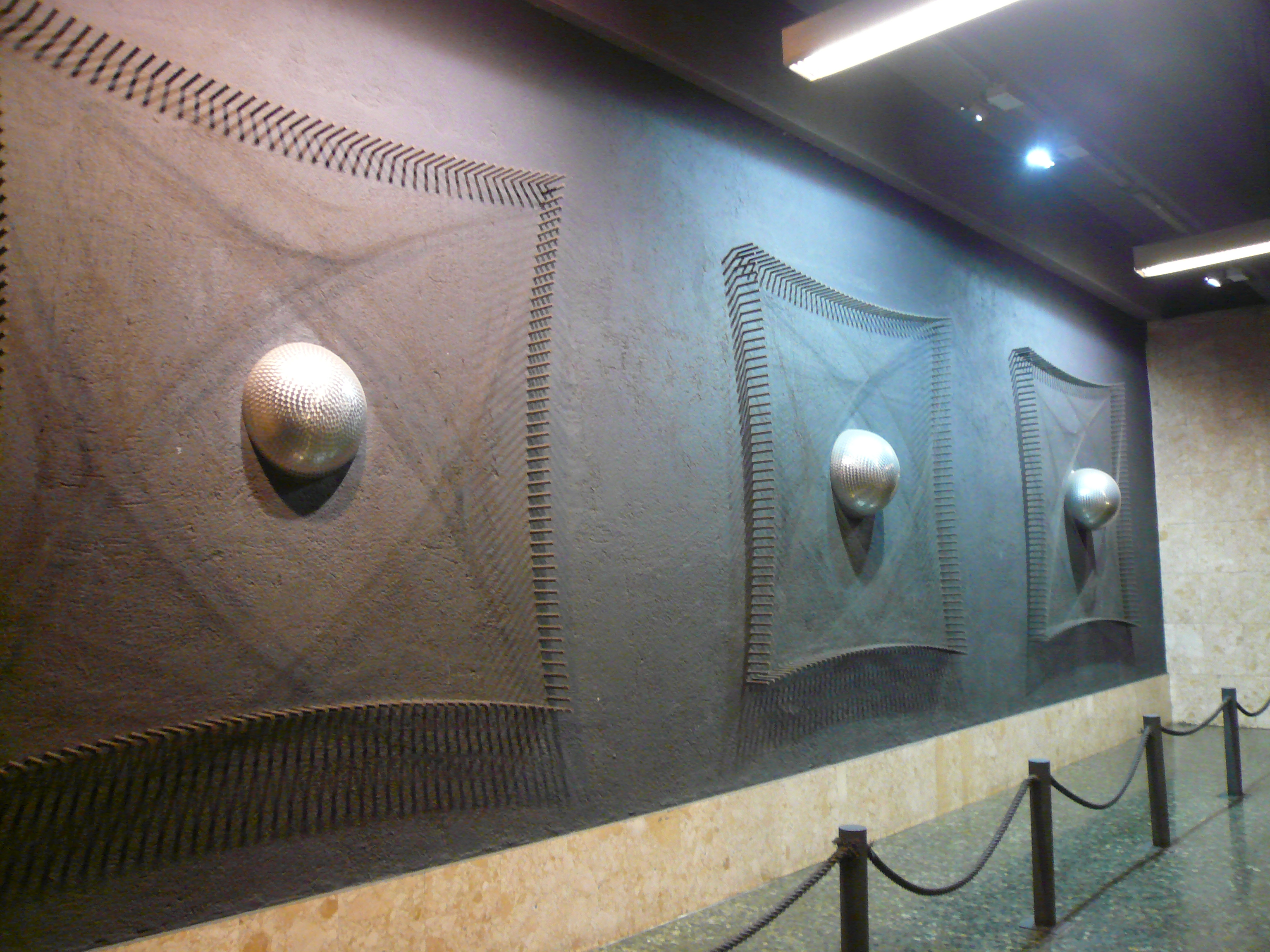
Tres Boles escultura de José Luis Carcedo Vidal (1975).

Tarragona (Metro de Barcelona) é uma estação da linha Linha 3 do Metro de Barcelona. Entrou em funcionamento em 1975. 

## História
A estação foi inaugurada em 1975, junto com as outras estações do trecho L3 entre as estações Paral·lel e Sants Estació. Esta seção foi originalmente operada separadamente de L3, e conhecida como L3b, até que as duas seções foram unidas em 1982.

## Localização
A estação está localizada sob a Carrer de Tarragona, entre a Carrer de València e a Carrer d'Aragó, não muito longe da estação ferroviária Barcelona Sants. As entradas das estações estão situadas nos cruzamentos da Carrer de Tarragona com a Carrer de València, a Carrer d'Aragó, a Carrer de l'Elisi e a Carrer de Sant Nicolau. No vestíbulo servido pela entrada sul encontra-se a obra Tres Boles de José Luis Carcedo Vidal. No nível inferior, a estação possui dua linha de trilhos servidos por duas plataformas laterais.